# 拉杜瓦-塞里尼
拉杜瓦-塞里尼（法語：Ladoix-Serrigny，法語發音：[ladwa sɛʁiɲi]）是法国科多尔省的一个市镇，属于博讷区。

## 历史
在1988年以前，该市镇仅名为“塞里尼”（Serrigny）。“拉杜瓦”（Ladoix）为该市镇内的一个村庄，以葡萄园闻名，故市政府决定在原市镇名中添加“拉杜瓦”并将市政厅搬迁至此。

## 地理
拉杜瓦-塞里尼（47°3'58"N, 4°53'12"E）面积24.96 平方千米，位于法国勃艮第-弗朗什-孔泰大區科多尔省，该省份为法国中东部省份，北起奥布省，西接涅夫勒省和约讷省，南至索恩-卢瓦尔省，东南接汝拉省，东临上索恩省，东北部与上马恩省接壤。
与拉杜瓦-塞里尼接壤的市镇（或旧市镇、城区）包括：马尼莱维莱尔、吕费莱博讷、维尼奥勒、阿洛斯科尔通、绍雷莱博讷、科尔戈卢万、佩尔南-韦热莱斯、维利莱穆蒂耶。
拉杜瓦-塞里尼的时区为UTC+01:00、UTC+02:00（夏令时）。

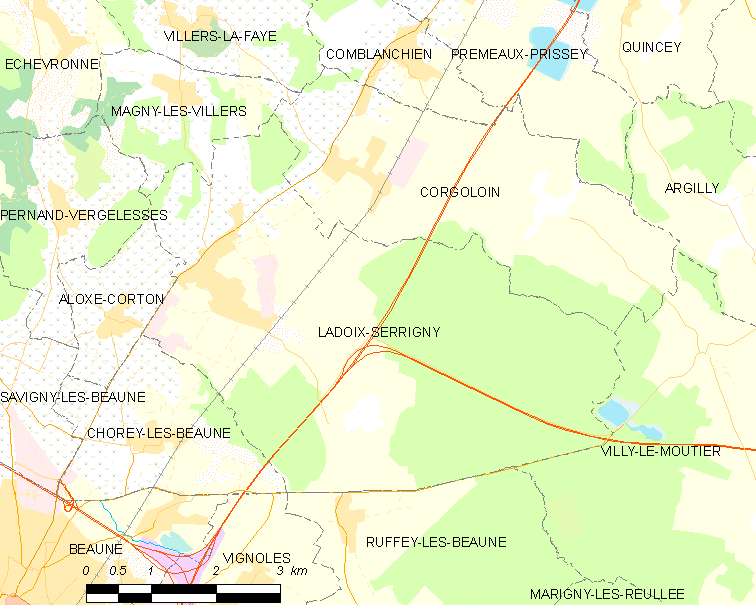
拉杜瓦-塞里尼的OSM定位图

## 行政
拉杜瓦-塞里尼的邮政编码为21550，INSEE市镇编码为21606。

## 政治
拉杜瓦-塞里尼所属的省级选区为拉杜瓦-塞里尼县。

## 人口

1962-2008年间拉杜瓦-塞里尼人口变化图示

拉杜瓦-塞里尼于2022年1月1日时的人口数量为1783人。